# Jean Bernard Lasserre
Jean Bernard Lasserre (11 de maio de 1953) é um matemático francês.
Recebeu o Prêmio Teoria John von Neumann de 2015. Foi palestrante convidado do Congresso Internacional de Matemáticos no Rio de Janeiro (2018: The moment-SOS hierarchy).

## Obras
Livros:
- An Integrated Approach in Production Planning and Scheduling, Lecture Notes in Economics and Mathematical Systems, Springer, Berlim, 1994
- Markov Control Processes: Basic Optimality Criteria, Springer, Nova Iorque, 1996
- Further Topics in Markov Control Processes, Springer, Nova Iorque, 1999,
- Markov Chains and Invariant Probabilities, Birkhauser, 2003.
- Linear & Integer Programming vs Linear Integration and Counting, Springer, Nova Iorque, 2009.
- Moments, Positive Polynomials and Their Applications, Imperial College Press, Londres, 2009
- Modern Optimization Modelling Techniques, Springer, Nova Iorque, 2012
- An Introduction to Polynomial and Semi-Algebraic Optimization, Cambridge University Press, Cambridge, Reino Unido, 2015

Artigos selecionados:
- A sum of squares approximation of nonnegative polynomials, SIAM Journal on Optimization, Volume 16, 2006, p. 751–765.
- Global optimization with polynomials and the problem of moments, SIAM Journal on Optimization, Volume 11, 2001, p. 796–817.
- A semidefinite programming approach to the generalized problem of moments, Mathematical Programming, Volume 112, 2008, p. 65–92.
- A Sum of Squares Approximation of Nonnegative Polynomials, SIAM Review, Volume 49, 2007, p. 651–669.